# Lassan
Lassan – miasto w Niemczech w kraju związkowym Meklemburgia-Pomorze Przednie, w powiecie Vorpommern-Greifswald, wchodzi w skład Związku Gmin Am Peenestrom. Leży na zachodnim brzegu cieśniny Piana (Peenestrom), na drodze św. Jakuba.

## Toponimia
Nazwa miejscowości notowana była w dokumentach w formach Lesane (1136), Lessan (1168 i 1184), Lassan (1236 i 1295), Lessan (1256). Pochodzi od połabskiego lěšane, oznaczającego miejsce położone w lesie. Na język polski tłumaczona jako Lesiany.

## Historia
Miejscowość powstała na miejscu osady słowiańskiej. Około 1270 roku książę Barnim I nadał prawa miejskie. W XIII wieku rozpoczęto budowę murów miejskich i kościoła. Po pokoju westfalskim od 1648 w granicach Szwecji, następnie od 1815 w granicach Prus, a od 1871 Niemiec. W 1895 powstała kolej wąskotorowa łącząca z Anklam. W latach 1949–1990 część NRD.
W 2009 włączono do miasta wsie Klein Jasedow, Papendorf, Pulow i Waschow.

## Zabytki
- Kościół pw. św. Jana (St. Johannis), gotycki, wzniesiony w XIII-XIV w.
- młyn wodny, ob. muzeum
- Ratusz przy Rynku
- spichlerze
- domy i kamieniczki

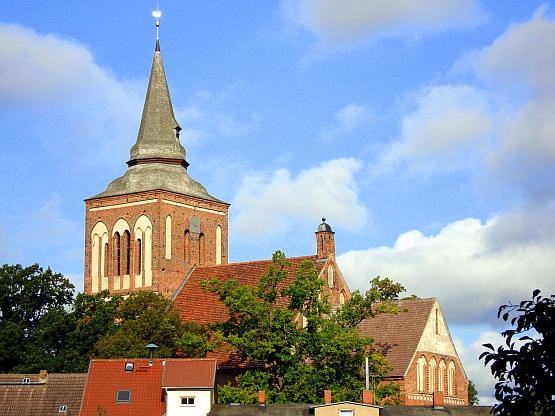
Kościół pw. św. Jana (St. Johannis)
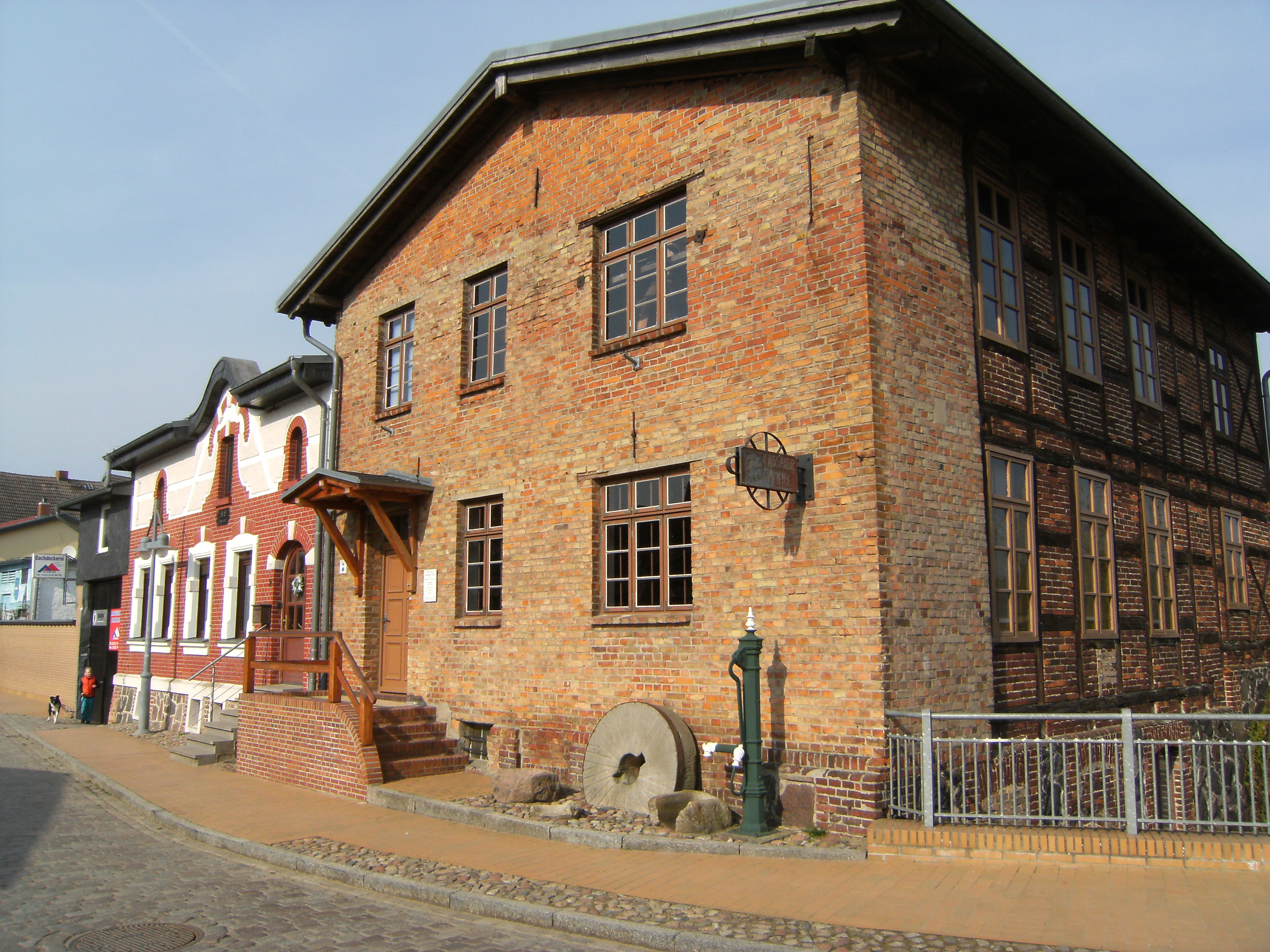
Młyn wodny
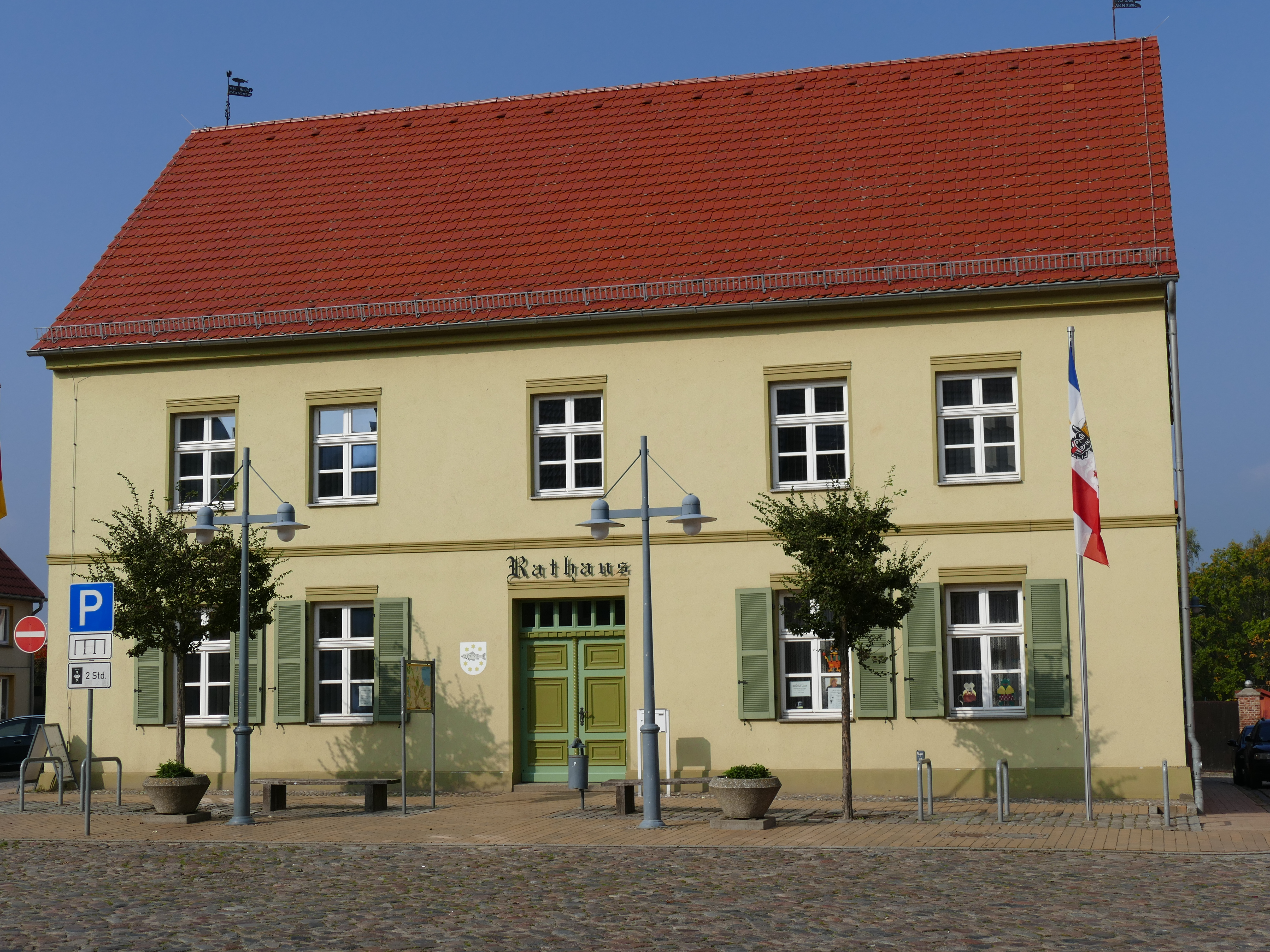
Ratusz
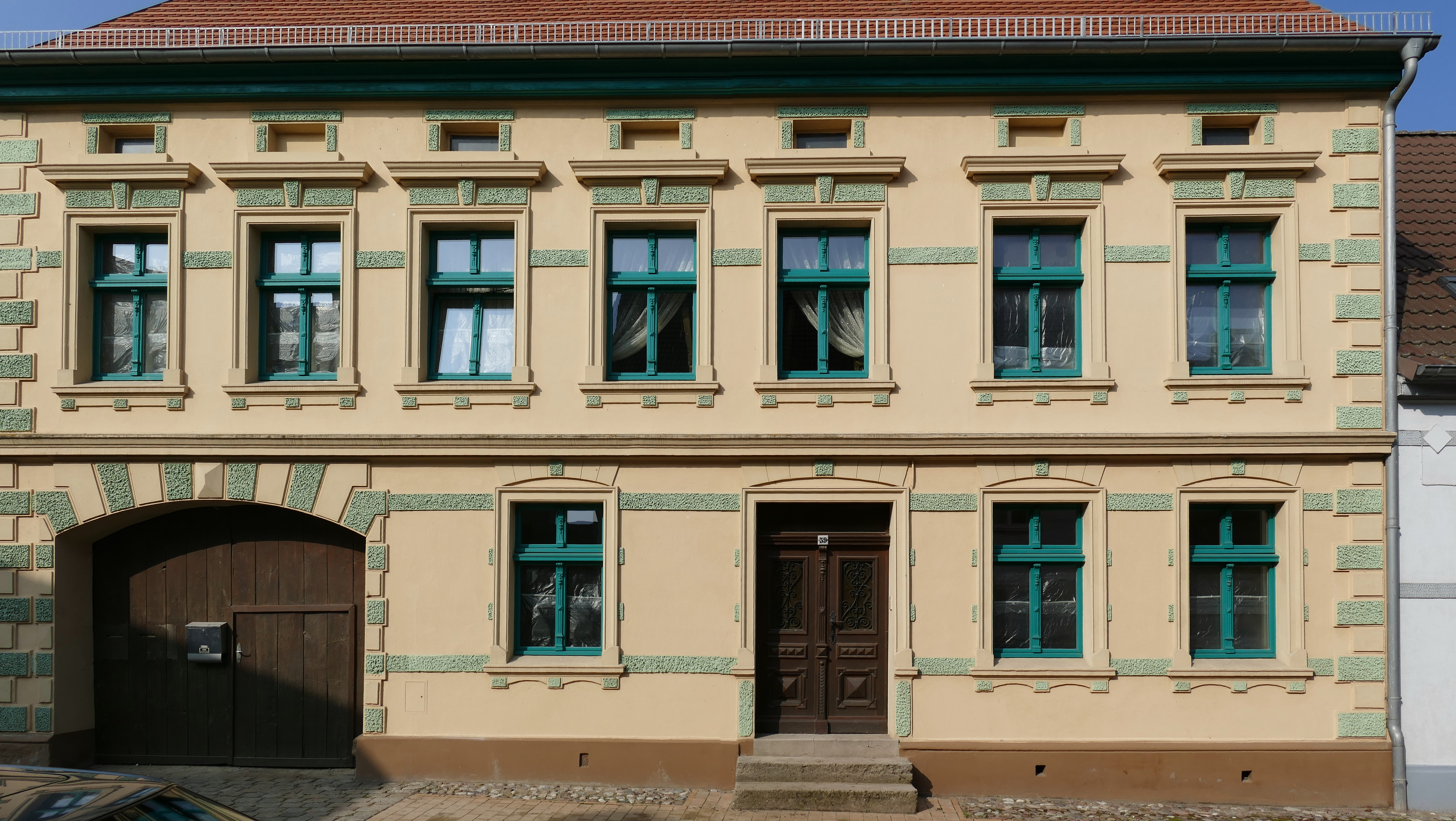
Przykładowa kamieniczka